# Telelogic
Telelogic AB war ein börsennotiertes multinationales Softwareunternehmen mit Sitz in Malmö, Schweden. Es wurde 2007 durch IBM übernommen.
Telelogic wurde 1983 als Forschungs- und Entwicklungsunternehmen der Televerket gegründet. Telelogic hatte rund 1300 Mitarbeiter (später davon ca. 1100 in Irvine, Kalifornien) und Niederlassungen in 22 Ländern. Telelogic wurde seit 1999 an der Stockholmer Börse (ehem. Kürzel: TLOG) gehandelt.
CEO und Präsident im Jahr 2001 war Anders Lidbeck.

## IBM Übernahme
Am 11. Juni 2007 gab die Firma IBM bekannt, dass sie Telelogic für umgerechnet 745 Mio. USD (später: 845 Mio. USD) übernehmen wolle. Der Aufsichtsrat von Telelogic empfahl, das Angebot anzunehmen. IBM besitzt mit Rational Rose ein Konkurrenzprodukt zu Tau/Modeler/Rhapsody/System Architect sowie mit Rational RequisitePro ein Konkurrenzprodukt zu DOORS. Außerdem konkurrierten die weitverbreiteten Werkzeuge für das Software-Konfigurationsmanagement (IBM Rational ClearCase vs. Telelogic Synergy) und -Änderungsmanagement (IBM Rational ClearQuest vs. Telelogic Change) miteinander. IBM plante also, die durch die bereits 2003 erfolgte Übernahme von Rational Software gewonnene Marktposition auszubauen und durch Zusammenfügung der jeweiligen Produkte auf der Jazz-Plattform das eigene Portfolio zu stärken. Aus diesem Grund untersuchte die EU-Kommission allerdings die Übernahme, schloss diese aber ohne Bedenken ab, da die "speziellen Produkte von IBM und Telelogic nicht unmittelbar miteinander konkurrieren". Am 28. April 2008 schloss IBM den Kauf von Telelogic ab.

## Telelogic
Telelogic war zu seiner Zeit führend mit spezieller Software zum:
- Anforderungsmanagement (Werkzeug: DOORS)
- Systems Engineering (Werkzeug: Tau)

Telelogic war Mitglied in diversen Industrie-Organisationen, die offene Standards fördern, unter anderem: INCOSE, OMG, The Open Group, Eclipse, ETSI, ITU-T und dem TM Forum.

## Software Produkte & Services
Markierte Werkzeuge waren die Hauptwerkzeuge des Unternehmens Telelogic. Unterstriche Werkzeuge haben heutzutage unter IBM weiterhin bereite Anwendung und Kunden/Nutzer:
- Telelogic DOORS: Anforderungsmanagement
- Telelogic DocExpress: Automatisierte Dokumentationsgenerierung
- Telelogic Focal Point: Verbesserte Entscheidungsfindung und besseres Portfoliomanagement
- Telelogic Logiscope: Software-Qualitätssicherung (heute: Kalimetrix – auch Logiscope wurde von Telelogic akquiriert, dann IBM, später ausgegründet als Kalimetrix)[11]
- Telelogic Rhapsody: Modellbasierte Entwicklung mit UML 2.1 und SysML
- Telelogic Statemate: Embedded Systems Design Software
- Telelogic Change: Änderungsmanagement (heute: IBM Rational ClearQuest)
- Telelogic Synergy: Konfigurationsmanagement (heute: IBM Rational Synergy)
- Telelogic System Architect: Geschäftsprozess-Management und Enterprise-Architekturen
- Telelogic Tau: System- und Softwaredesign, Entwicklung und Test

Die meisten der Telelogic-Werkzeuge wurden in das IBM-Rational-Portfolio integriert. Hierbei änderte sich die Namensgebung der Produkte von Telelogic in Rational, bzw. IBM Rational. Teilweise fanden auch Integrationen mehrerer Produkte zu einem Produkt statt, wie beispielsweise von Telelogic Tau 4.2 und Telelogic DOORS Analyst 4.2 zu Rational Tau and DOORS Analyst 4.3.

## Unternehmensübernahmen
Telelogic hat die folgenden Unternehmen übernommen. Die Übernahmen zeigen dabei die Ausrichtung und Weiterentwicklung der Firma.
| Tag der Übernahme  | Unternehmensname                 | Art                                                                       |
| ------------------ | -------------------------------- | ------------------------------------------------------------------------- |
| März 6, 2006       | I-Logix                          | Embedded Modellierung                                                     |
| April 18, 2005     | Popkin Software                  | Anbieter für Enterprise Architecture Tools                                |
| April 13, 2005     | Unicom Focal Point               | Anbieter für Anforderungsanalyse                                          |
| Dezember 16, 2000  | ATA                              | Anbieter für Projektdokumentation und Reporting Tools                     |
| September 20, 2000 | Continuus                        | Änderungs- und Konfigurationsmanagement-Tools-Anbieter                    |
| August 8, 2000     | Quality Systems & Software (QSS) | Anforderungsmanagement-Tools- und IT-Beratungs-Anbieter                   |
| Juni 19, 2000      | Devisor                          | Finnische IT-Beratungsfirma                                               |
| Mai 30, 2000       | Certeam                          | Schwedische IT-Beratungsfirma                                             |
| März 9, 2000       | COOL:Jex                         | UML-Analysis- & Modellierungstool                                         |
| Dezember 23, 1999  | Verilog (Logiscope)              | Anbieter von Software Development Tools; europäischer Mitbewerber         |
| September, 1999    | Real Time Products Ltd.          | Anbieter von Software für eingebettete Systeme                            |
| Juli 8, 1998       | S&P MEDIA                        | Entwickler von Komponenten des Telelogic Tools SDT; deutscher Distributor |

## Kunden
Insgesamt hat Telelogic ca. 8.000 Kunden, speziell in den Branchen Luftfahrt, Verteidigung, Telekommunikation und Elektronik.
Zu den Kunden von Telelogic gehören unter anderem Airbus, Alcatel, BAE Systems, BMW, Boeing, Daimler AG, Deutsche Bank, EADS, Ericsson, General Electric, General Motors, Lockheed Martin, Motorola, NEC, Philips, Samsung, Siemens AG, Sprint Nextel, Thales und Vodafone.